# Maxence Fermine
Maxence Fermine (Albertville, 1968) es un escritor francés.

## Biografía
Maxence Fermine pasó su infancia en Grenoble aunque más tarde viviría trece años en París. Cursó estudios en la Facultad de Letras pero los abandonó al decidir trasladarse a África.
Tras viajar por varias ciudades africanas finalmente se establece en Alta Saboya. En esta ciudad reside actualmente con su esposa y sus dos hijas.

## Su obra
Con una carrera literaria corta en el tiempo y con una sorprendente juventud para un escritor de novelas, Maxence Fermine ha conseguido un gran éxito de crítica. Su primera novela Nieve, que publicó a la edad de treinta y un años, le supuso desde el principio su consagración como gran promesa de la literatura contemporánea.
En su estilo se percibe la búsqueda de la pureza, la utilización inteligentísima de los recursos, la reducción y limpieza del lenguaje. Aunado esto con una fortísima sensibilidad para la belleza hace que sus hermosos cuentos se conviertan en pequeñas joyas que dejan al lector ebrio de poesía.
Se le ha comparado con Coelho y con Antoine de Saint-Exupéry. Con el primero podría parecer que comparte cierta afinidad por la elección de temas pero, mientras que en Coelho el relato se torna fábula moralizante, el fin perseguido por Fermine es la consecución de un poema en prosa que acerque al lector la más hermosa visión de la realidad. Con Exupèry comparte el gusto por la sencillez y la belleza de las pequeñas cosas.